# Новый Быт (Омская область)
Новый Быт — упразднённая деревня в Калачинском районе Омской области России. Входила в состав Осокинского сельского поселения. Исключена из учётных данных в 1987 г.

## География
Располагалась в 5 км к северо-востоку от деревни Осокино.

## История
Основана в 1914 году. В 1928 году выселок Тургеневский состоял из 32 хозяйств. В составе Тургеневского сельсовета Калачинский район Омского округа Сибирского края. Решением облисполкома от 22 ноября 1973 года населённый пункт выселок Тургеневский был переименован в деревню Новый Быт.

## Население
В 1926 году на выселке проживало 161 человек (81 мужчина и 80 женщин), основное население — украинцы.